# Pochette (album)
Pour les articles homonymes, voir Pochette.

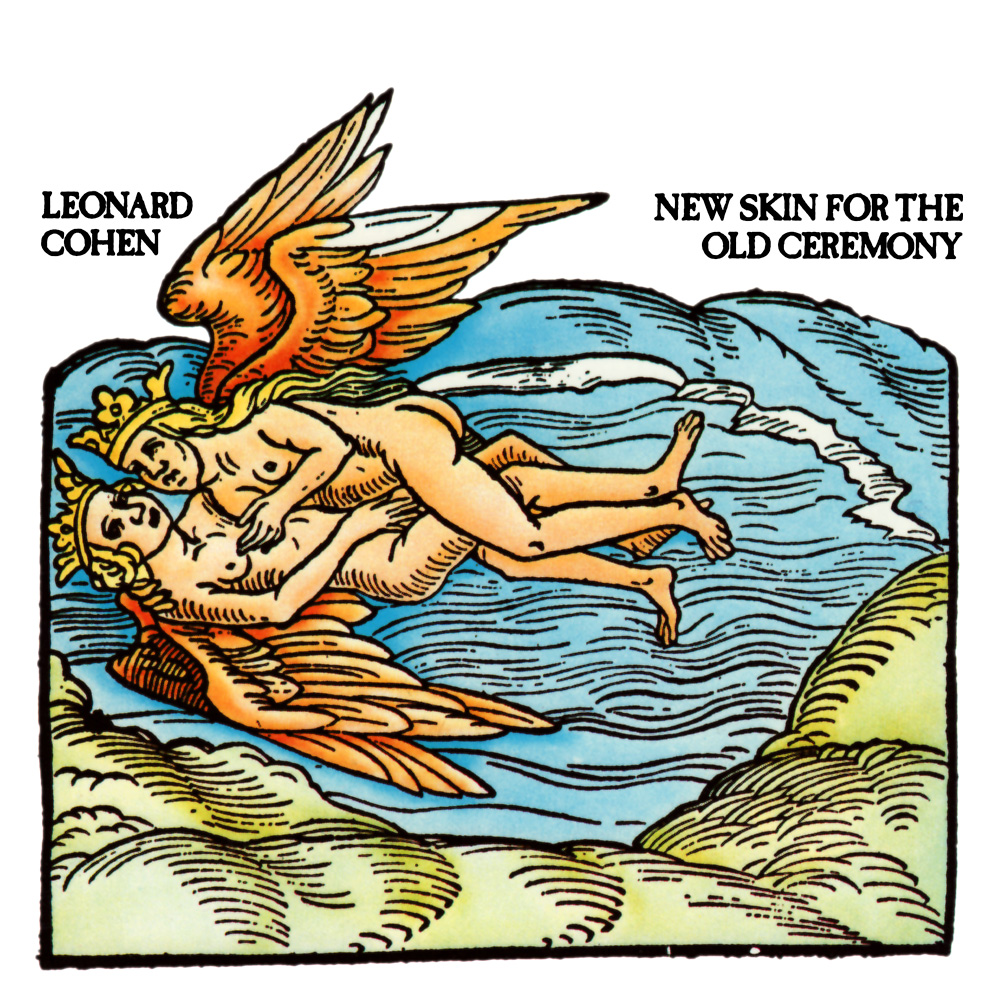
Pochette de l'album de Leonard Cohen New Skin for the Old Ceremony.

Une pochette est l'élément visuel d'un album de musique. Selon le support de l'enregistrement, le terme peut se référer à une impression sur papier cartonné servant directement d'emballage pour les disques vinyles (carré de ± 31,5 cm soit 12,375 pouces pour les 33 tours), la première page du livret ou à la jaquette ornant les emballages des CD.

## Fonctions
La pochette sert à :
- promouvoir le contenu du disque ;
- communiquer les aspirations de l'artiste ;
- dans le cas d'une reproduction d'une œuvre d'art, l'utiliser comme soutien dans l'effort de promotion du produit, en créant une association avec l'image identifiée.

D'un point de vue graphique, le visuel de la jaquette correspond de manière générale au nom de l'interprète ou de son album ou à ses choix musicaux, le tout à travers un travail sur l'image et la typographie. L'album Still de Joy Division réalisée par Grafica Industria de la Factory Records présente un visuel austère et simple qui renvoie à l'idée d'éternité qu'exprime le disque.

## Histoire
Avant la Seconde Guerre mondiale, les 78 tours étaient emballés dans des pochettes en carton avec dessus le logo de la compagnie discographique qui éditait l'album.

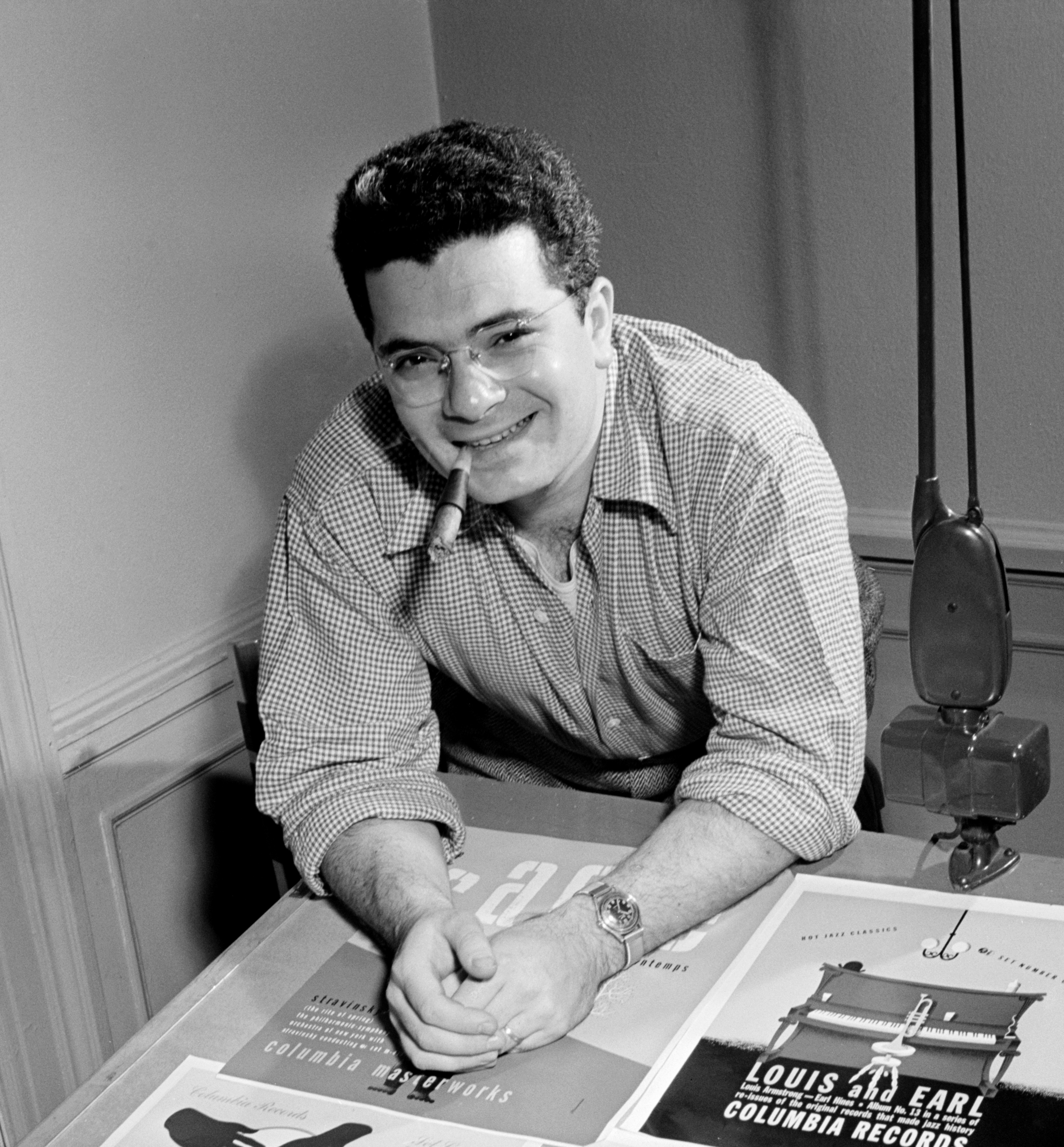
Alex Steinweiss.

L'introduction d'artwork sur les pochettes des vinyles, qui jusqu'alors n'étaient pas décorées, est habituellement attribuée à Alex Steinweiss en 1938, en tant que directeur artistique pour Columbia Records.
Avant lui, André Girard avait, pour la Columbia également, réalisé les premières pochettes dans les années 1930, entre autres celles des albums La fille de Lévy et Couchés Dans Le Foin de Mireille et Jean Nohain par Pills et Tabet en 1932 illustrée par une aquarelle et celle de Dollar, par Gilles et Julien, Columbia DF 1026 en 1933.

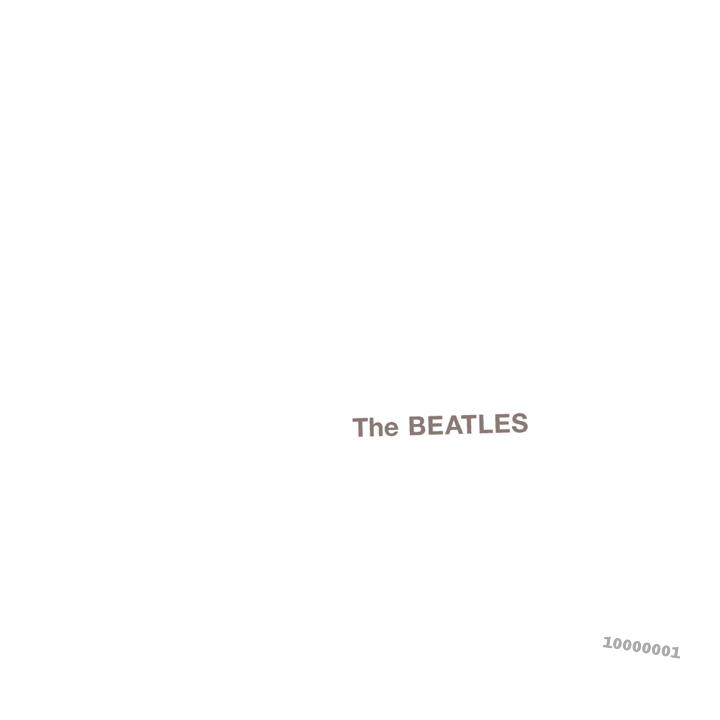
The Beatles, The White Album, 1968.

Dans les années 1960, le groupe britannique The Beatles a contribué à rendre les pochettes plus créatives, en particulier avec les disques With the Beatles, Revolver, Abbey Road et surtout Sgt. Pepper's Lonely Hearts Club Band avec son installation élaborée. À partir du milieu de la décennie, les groupes rock et pop tenteront de se démarquer avec les illustrations sur leurs pochettes.
Un changement important s'opère dans les années 1970 à 1990, le désir de certains musiciens est de rester anonymes (par des pseudonymes ou des formations de groupes), ainsi, les graphistes s'accordent à ne pas mettre leur visage en avant, préférant des images diverses et renvoyant davantage de façon plus ou moins abstraite à la musique elle-même. 
La pochette de l'album Watching the Hydroplanes de TunnelVision réalisée par Martyn Atkins, par exemple, a été réalisée sans aucune concertation entre le graphiste et le groupe, le mystère entourant l'identité du groupe inspire à l'artiste une pochette ayant comme seul visuel des définitions tirées du dictionnaire de chaque mot que comporte l'album (Watching, the, Hydroplanes, etc. ainsi que Factory, pour le label (Factory Records).

## Graphistes et artistes célèbres
Certains artistes se sont spécialisés dans la réalisation de pochettes ou sont à l’origine de pochettes célèbres.
- Andy Warhol réalise la pochette de The Velvet Underground and Nico, premier album du groupe The Velvet Underground, qu’il produit et dont il organise les concerts. Sur celle-ci ne figurent ni le nom de l’album ni celui du groupe, seulement le nom de l'artiste (Andy Warhol) et la phrase « Peel Slowly and See ». Il conçoit aussi la pochette de Sticky Fingers pour les Rolling Stones en 1971[4].
- Le collectif anglais Hipgnosis, formé en 1968 et composé de Storm Thorgerson et Aubrey Powell, auxquels vient s'ajouter Peter Christopherson en 1974. La première création d'Hipgnosis fut la pochette de A Saucerful of Secrets pour le groupe Pink Floyd, en 1968. Le collectif acquis par la suite une notoriété internationale, grâce à la création de pochettes d'albums novatrices, pour des groupes de rock progressif au cours des années 1970. Storm Thorgerson réalisa quasiment toutes les pochettes de Pink Floyd, dont la plus célèbre, The Dark Side of the Moon, mais aussi Atom Heart Mother, Wish You Were Here et Meddle. Le collectif travailla également pour Led Zeppelin, Genesis, Muse et de nombreux groupes célèbres.
- Mark Ryden, peintre qui réalisa la pochette de l'album Dangerous (1991) de Michael Jackson.
- Michael Place, qui réalisa de nombreuses pochettes pour les labels Champion Records, Gee Street Records, Record Camp, London Electrics, Simple Records et Aus Records.
- Stefan Sagmeister, qui ne travailla pas exclusivement pour des pochettes mais réalisa la pochette de Bridges to Babylon des Rolling Stones ainsi que quelques visuels pour Lou Reed, Skeleton Keys et les Talking Heads.
- Peter Saville, qui a travaillé au sein de la Factory Records et à qui l'on doit les nombreuses pochettes de Joy Division, New Order et Pulp, entre autres.
- Le collectif de design H5 qui a réalisé des pochettes pour Air, Oscar, Alex Gopher, Cosmo Vitelli, Super Discount, Wuz, etc. et qui s'étend également vers le clip vidéo. Il se démarquait par son « inventivité audacieuse ».